# Nine Shades of Pain
Nine Shades of Pain är gruppen Carnal Griefs andra album, utgivet i mars 2006 av skivbolaget GMRMusic och under hösten samma år av Crash music inc. Skivan spelades in i Elastic studios i Arboga av Johan Lindgren och Dino Medahodzic under november 2005.

## Låtlista
1. "Information Feed" (Musik: Johan Lindgren, Text: Jonas Carlsson)
2. "Epitaph" (Musik: Johan Olsen, Text: Johan Lindgren)
3. "Catatonic" (Musik: André Alvinzi, Text: Jonas Carlsson)
4. "Elsewhere" (Instrumental, Musik: André Alvinzi)
5. "The Perpetual Grey" (Musik: Johan Lindgren, Text: Jonas Carlsson)
6. "Chronolies" (Musik/Text: Johan Lindgren)
7. "Tin Winged Angel" (Musik: Johan Olsen, Text: Jonas Carlsson)
8. "A Passion for Hate" (Musik: Johan Olsen, Johan Lindgren, Text: Johan Lindgren)
9. "Crown of Might" (Musik: Johan Lindgren, Text: Jonas Carlsson)
10. "Charts of temporal diversity" (Instrumental, Musik: Johan Lindgren)